# Compsobracon exaltatus
Compsobracon exaltatus är en stekelart som först beskrevs av Cameron 1887.  Compsobracon exaltatus ingår i släktet Compsobracon och familjen bracksteklar. Inga underarter finns listade i Catalogue of Life.